# Abe Messiah
Abe Messiah är ett album från år 2000 som innehåller låtar från TV-serien The Tribe.
Meryl Cassie som spelar Ebony i säsong 1-5 sjunger de flesta av låtarna, bland annat 'The Dream Must Stay Alive'. 
Antonia Prebble som spelar Trudy i säsong 1-5 sjunger bara med i en låt.
Caleb Ross som spelar Lex sjunger i bakgrunden i en del av låtarna och Dwayne Cameron som spelar Bray är också med i lite i bakgrunden.

## Låtlista
1. "Abe Messiah" – 4:27
2. "Spinning" – 3:51
3. "You Belong To Me" – 3:51
4. "Abadeo" – 3:33
5. "Banging The Drum" – 3:25
6. "This Is The Place" – 3:57
7. "I Can't Stop" – 3:12
8. "Beep Beep" – 3:34
9. "Everywhere You Go" – 3:23
10. "The Dream Must Stay Alive" – 3:29